# Best-Lock Construction Toys
Best-Lock Construction Toys är en sorts byggklossar som är kompatibla med Lego, men säljs till ett avsevärt lägre pris. Best-Lock Construction Toys är tillverkade i Storbritannien
Det finns flera liknande konkurrenter vilket framgår av artikeln om Lego.